# Дворец Кинских
Дворец Кинских (чеш. Palác Kinských) — памятник архитектуры, находящийся на Староместской площади в Праге. В настоящее время действует как одна из экспозиционных площадок Национальной галереи, где размещена коллекция искусства Азии (Китай, Япония, Индия, Юго-Восточная Азия, Тибет, Ближний Восток, Монголия).

## История
Дворец был построен для графа Яна Армоста Гёльца в 1755—1765 годах. Проект здания был разработан придворным архитектором Килианом Динценхофером, строительство велось под руководством Ансельмо Лураго. Здание выстроено в стиле рококо, окрашено в розовый и белый цвета. На фасаде находятся лепные украшения работы С. Босси. Верхние этажи украшены множеством статуй древних богов, скульптор Игнац Платцер. Два симметрично расположенных входа соединены узким балконом на втором этаже.
После смерти Я. А. Гёльца, в 1768 году представитель рода Кинских Степан Кинский приобрёл дворец у семьи Гёльц, в связи с чем здание получило своё название. В период, когда дворец принадлежал Кинским. его интерьеры были восстановлены в стиле классицизма. В 1835 году дворец был реконструирован и пристроен к другому зданию под руководством архитектора Краннера.
Во дворце 9 июня 1843 года родилась Берта фон Зутнер, урождённая графиня Кински, ставшая впоследствии видным деятелем международного пацифистского движения, первой женщиной — лауреатом Нобелевской премии мира (1905) и второй женщиной, получившей Нобелевскую премию (после Марии Кюри).
В конце XIX — начале XX века на первом этаже дворца держал галантерейный магазин Герман Кафка, отец писателя Франца Кафки, а сам Франц посещал гимназию, располагавшуюся в том же здании, с 1893 до 1901 годы. В межвоенный период в дворце размещалось посольствo Польши (1922—1934). Во время февральских событий 1948 года, с балкона дворца обратился с речью к народу лидер коммунистов Клемент Готвальд.
С 1949 года здание используется как выставочный зал Национальной галереи, в 1962 году внесено в Список национальных памятников культуры Чешской Республики.